# Joan Font Guixaró
Joan Font Guixaró (Vic, Barcelona, 8 de noviembre de 1973) es un piloto de carreras que fue piloto oficial de Seat y Pirelli. Ha participado en pruebas del Mundial de Rallyes en 2006, 2007, 2008, 2009, 2013, 2014 y 2015 y en el nacional de rallyes de asfalto, tierra y todo terreno. Ha disputado tres ediciones del Rally Dakar, de las cuales ha conseguido finalizar con éxito dos de forma consecutiva, con una 40ª plaza absoluta en 2019 y la 52ª en 2020.

## Trayectoria

### Rallyes
Se inició en el mundo de los rallyes en el año 2000, convirtiéndose en piloto oficial de SEAT Sport poco después. Se proclamó Campeón de España de Rallyes de Tierra de 2 ruedas motrices en 2003. Posteriormente, y casi siempre con la marca Mitsubishi, alternó pruebas del nacional de tierra y asfalto. También realizó varias incursiones en el mundial de rallyes, como Argentina, dos veces Suecia, tres participaciones en Montecarlo y diez en el Rallye RACC Catalunya.
En el año 2013, disputó por tercera vez el Rallye de Montecarlo junto a Oriol Juliá, copiloto mundialista con más de 50 participaciones en el Campeonato Mundial de Rally. Juntos lograron el segundo puesto final de su categoría (grupo N). Esa misma temporada disputó el RACC Rallye Catalunya con Josep María Ferrer. La temporada 2014 se inició en el Rally de Suecia, con Joan Font y Dani Sordo, como únicos pilotos españoles en la línea de salida. El resultado fue muy bueno, ya que el equipo consiguió terminar 27º absoluto, 11º de RC2 y en segunda posición del Grupo N.
La temporada 2015 se inició de nuevo en Suecia, con Font como único representante español, junto a su copiloto Oriol Julià. El resultado final fue 34º del WRC y 19º de la clase RC2.

### Dakar
Tras destacar en la disciplina de rallys, en 2016 preparó su primer Dakar con el YXZ1000R del equipo Yamaha Trivimon. Debutó con este side-by-side en la Baja Aragón y completó el recorrido de 600 kilómetros además de terminar en segunda posición de la categoría T3 y en el 24º lugar absoluto de la clasificación de la Copa del Mundo FIA de Rallys Cross Country.
El 2 de enero de 2017, debutó en el Dakar junto al copiloto Gabi Moiset. Se vio obligado a retirarse en la cuarta etapa, disputada entre San Salvador de Jujuy (Argentina) y Tupiza (Bolivia) al sufrir una rotura de motor en su Yamaha YXZ1000R a la altura del kilómetro 360, todavía con más de 160 por delante hasta llegar al final del recorrido del día. En ese instante figuraba cuarto de la general en la categoría de UTV y era el único vehículo Yamaha todavía en liza.
Una lesión mientras se entrenaba en bici le impidió disputar el Dakar de 2018, aunque logró regresar al año siguiente para finalizar en 40ª posición absoluta y 7ª de UTV Open Grupo OP3, al volante de un Can-Am Maverick X3 XDS copilotado por Juan Félix Bravo. En 2020 se estrenó en el rally más duro del mundo en el apartado de coches, concretamente con un Toyota Land Cruser 120 copilotado por Borja Rodríguez, con el que finalizó 3º de T2.2 y 52º de la general.

## Resultados destacados
- Segunda posición en el Rally de Suecia (Grupo N) en 2014.
- Segunda posición en el Rally de Montecarlo (Grupo N) en 2013.
- Segunda posición en el Rally de Catalunya (Grupo N) en 2008.
- Campeón de España de Rallys de Tierra (2 Ruedas Motrices) en 2003.
- Campeón de la Copa SEAT Ibiza en 1999.
- 40ª posición absoluta y 7ª de UTV Open Grupo OP3 en el Dakar 2019.
- 52ª posición absoluta y 3ª de T2.2  en el Dakar 2020.